# Adivinación

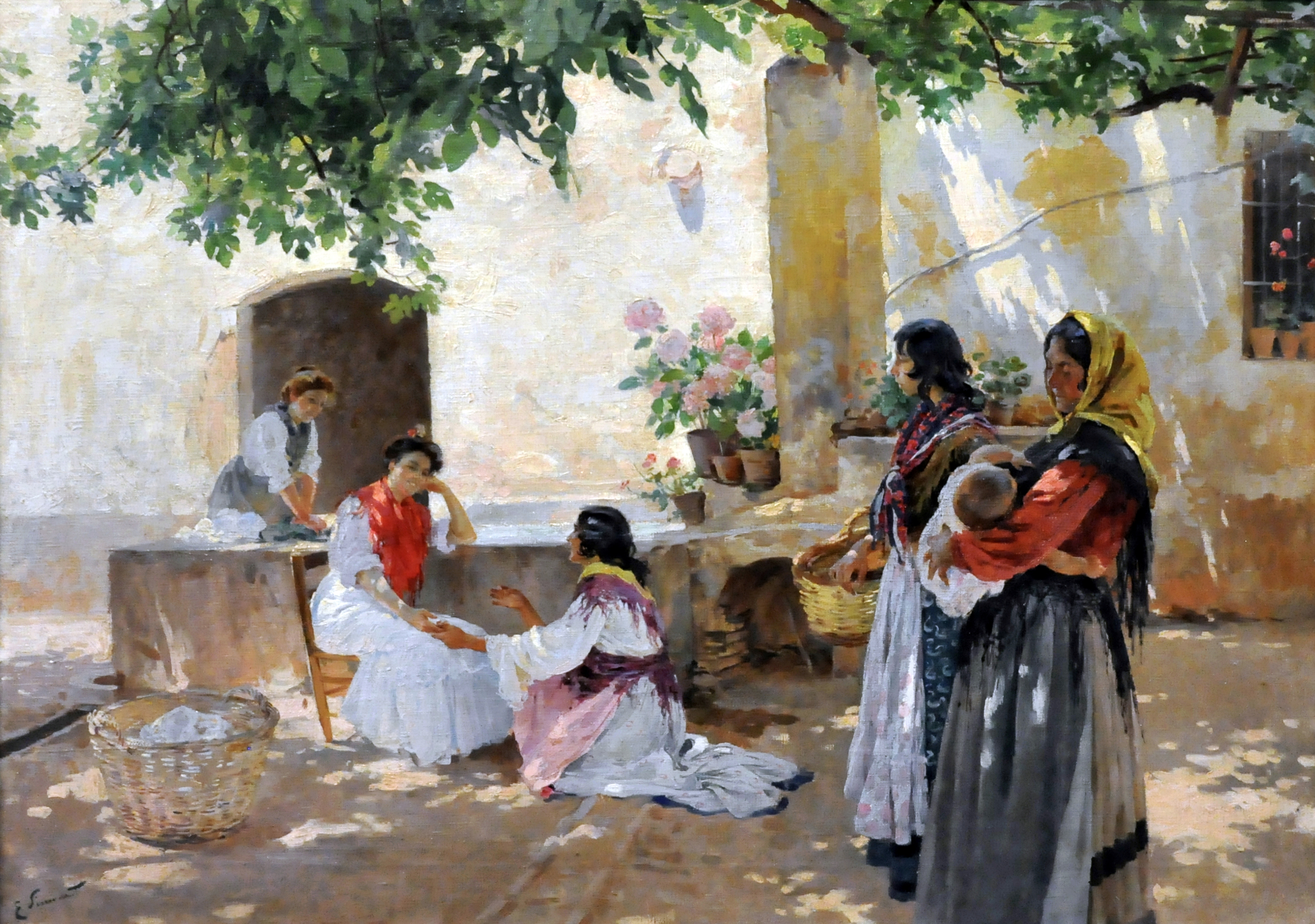
La buenaventura de Enrique Simonet (1899; canvas; Museo de Málaga), ilustra una lectura de manos.

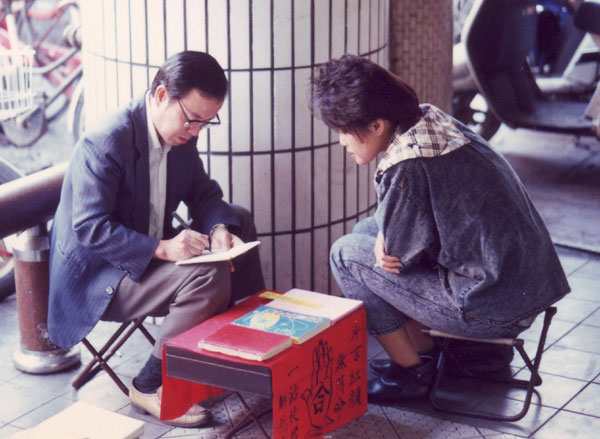
Vidente en una calle de Taiwán.

La videncia o adivinación es la habilidad de quienes afirman poder predecir hechos venideros por sí mismos o mediante el uso de sortilegios. Históricamente esta presunta habilidad ha sido compensada por algún tipo de retribución económica aunque hay quienes dicen practicarla sin ánimo de lucro. Videncia o clarividencia, también llamada adivinación es la cualidad que poseerían.
La capacidad atribuida de adivinar el futuro es una creencia que se pierde en la noche de los tiempos indudablemente asociada a la ansiedad que siente el ser humano por su futuro y por lo impredecible. Abierta o clandestinamente, está presente en todas las sociedades y culturas sin excepción alguna, desde el neolítico hasta nuestros días y a pesar del triunfo del empirismo científico como única visión cosmológica dominante.
Las personas a las que se atribuye tal habilidad suelen estar revestidas, según parte de la sociedad, con alguna cualidad especial, bien sea innata («tener don», «venir de familia», etcétera) o adquirida mediante iniciación u ordenación sacerdotal o de cualquier otro tipo, incluida la «superioridad» que proporciona el hecho de aparecer, por ejemplo, en televisión.
Hoy por hoy, la videncia se practica abiertamente en la mayoría de sociedades occidentales a través de consultas o mediante medios telefónicos, casi siempre apoyándose en algún sortilegio como la cartomancia, astrología, runas, etc; que parece dotar al vidente de mayor autoridad. Jurídicamente se considera bajo el amparo de la libertad de creencias protegida como derecho fundamental por la mayor parte de legislaciones democráticas, si bien ello no impide que se persigan las estafas de importancia cometidas por videntes.

## Historia

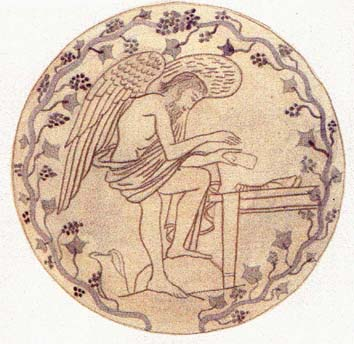
Arúspice

Las adivinaciones se hacían antiguamente de mil maneras diferentes: invocando a los muertos, examinando las entrañas de los animales y hasta de los hombres sacrificados para dicho fin, el canto y vuelo de las aves, las líneas de las manos, las oscilaciones de una lámpara, la dirección que tomaba el humo de los sacrificios, el reflejo y movimiento del agua en un cuenco, la interpretación de los sueños, etc. 
Los medios que se han empleado para poder averiguar los sucesos futuros son innumerables. Los astros, ciertas bebidas y hierbas, palabras extrañas proferidas con cierto entusiasmo o por los que ahora llamamos ventrílocuos, han sido medios de que se han valido comúnmente los impostores. La Escritura habla de nueve especies de adivinación. Los judíos habían tomado todas estas supersticiones de los egipcios, de los que se comunicaron a los griegos, y estos las trasmitieron a los romanos.
Entre los paganos la adivinación era parte de su religión. Cicerón dice que el arte de la adivinación romana tuvo origen entre los pueblos melancólicos de Etruria, por lo que llama a esta provincia de Italia en su libro de Divinatione madre de la superstición. En el mismo, examinando si verdaderamente puede haber adivinación, dice que eran tres las opiniones de los filósofos acerca de esto: 
- unos creían que admitiendo la existencia de los dioses, precisamente debía admitirse la adivinación.
- otros sostenían que podían existir los dioses sin ninguna adivinación.
- otros finalmente decían que aunque no existiesen los dioses, podría haber la adivinación.

Entre los romanos, al paso que generalmente se reían de esta ciencia quimérica los hombres ilustrados, no por esto dejaba de haber entre los mismos algunos que creían en todas sus supersticiones. No así Catón, que consultado con misterio qué opinaba acerca de haberle los ratones roído y medio comido su calzado, contestó que no veía en esto nada de particular, y sí una cosa muy natural; que lo que le habría sobresaltado hubiera sido si el calzado se hubiere comido a los ratones.
En América había también adivinos: Moctezuma hizo salir a los habitantes de tenochtitlan para conjurar a los españoles cuando Hernán Cortés se dirigía a esta ciudad y el Senado de Tlascala castigó a los suyos por su impotencia.

## Artes adivinatorias

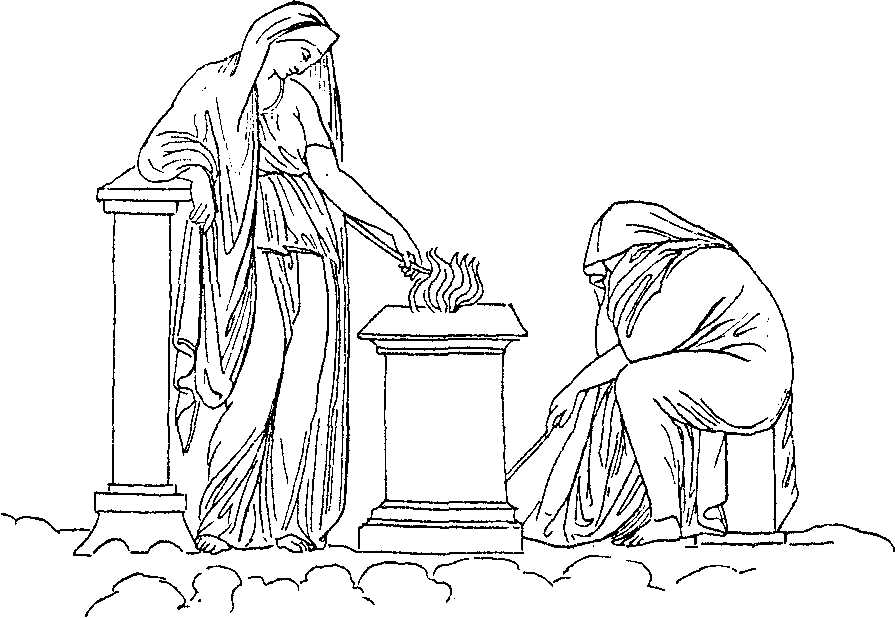
Piromancia en la Antigua Grecia

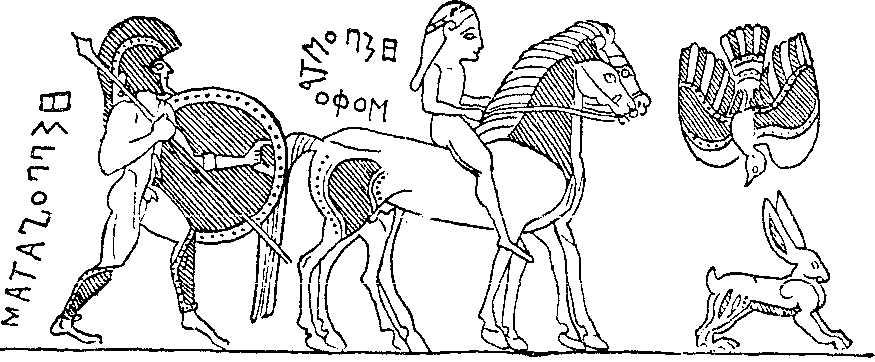
Ornitomancia

Tanto Platón como Cicerón concebían dos formas de adivinación: una inductiva considerada arte y otra natural, deductiva e intuitiva. Con la inspiración, se consideraba que el adivino era poseído por un genio o demonio, que le sumía en un trance o manía, palabra de la cual deriva mantike: mancias o artes adivinatorias.
Los antiguos veían los elementos de la naturaleza como algo sagrado, y los utilizaban para fines adivinatorios:
- Adivinación mediante el aire: austromancia, ceraunomancia, caomancia, eromancia, meteoromancia
- Adivinación mediante el agua: hidromancia.
- Adivinación mediante el café o té: cafetomancia o tasomancia o taseografía
- Adivinación a través del fuego: calcinomancia, capnomancia, ceraunioscopia, ceromancia, libanomancia, molibdomancia, sideromancia, teframancia y la piromancia que agrupa la capnomancia y la piroscopia
- Adivinación a través de la tierra: geomancia, lecanomancia, adivinación a través de las piedras preciosas: cristalomancia
- Adivinación por alguna parte del cuerpo: amniomancia, antropomancia, metoposcopia, onicomancia, quiromancia
- Adivinación a través de los animales: alectomancia, cefalomancia, ictiomancia, osteomancia, ornitomancia, hipomancia, shoqma
- Adivinación a través de las plantas: hojas de coca
- Adivinación a través del éter: astrología
- Otras técnicas de adivinación: axinomancia, cartomancia, runomancia, ovomancia, acromancia, alfitomancia, aluromancia, bibliomancia, critomancia, giromancia, lampadomancia, ololignomancia, rapsodomancia, xilomancia, grafomancia, botanomancia, cleromancia, pesomancia, rabdomancia, catoptromancia, enomancia, geromancia, bolomancia, dactilomancia, cleidomancia, cledonismancia, gastromancia

Además, eran muy populares
- La oniromancia o interpretación de los sueños.
- Los augurios o adivinación con base en el vuelo de las aves.
- Los presagios como origen de la observación deductiva de los antepasados.